# The Irishman: Original Motion Picture Soundtrack
The Irishman: Original Motion Picture Soundtrack is de soundtrack van de gelijknamige misdaadfilm uit 2019. Het album werd op 8 november 2019 uitgebracht.

## Inhoud
Voor de film stelde regisseur Martin Scorsese samen met muziekverantwoordelijke Randall Poster een soundtrack samen van hoofdzakelijk popnummers uit de jaren 1950. Robbie Robertson componeerde daarnaast ook originele filmmuziek voor The Irishman. Van Robertsons filmmuziek maakt enkel het nummer "Theme for The Irishman" deel uit van de officiële soundtrack. Het nummer "Cry" van zanger Johnnie Ray maakte eerder ook al deel uit van de soundtrack van de Scorsesefilm  Shutter Island (2010) en "Le Grisbi" is de themamuziek van de Franse misdaadfilm Touchez pas au grisbi (1954).

### Tracklist
1. "In the Still of the Night" — The Five Satins
2. "Tuxedo Junction" — Glenn Miller & His Orchestra
3. "I Hear You Knockin'" — Smiley Lewis
4. "The Fat Man" — Fats Domino
5. "El Negro Zumbón (from the motion picture Anna)" — Flo Sandon's
6. "Le Grisbi" — Jean Wetzel
7. "Delicado" — Percy Faith & His Orchestra
8. "Have I Sinned" — Donnie Elbert
9. "Theme for The Irishman" — Robbie Robertson
10. "Song of the Barefoot Contessa" — Hugo Winterhalter & His Orchestra
11. "A White Sport Coat (And a Pink Carnation)" — Marty Robbins with Ray Conniff
12. "Canadian Sunset (Single Version)" — Eddie Heywood
13. "Honky Tonk, Part 1" — Bill Doggett
14. "Melancholy Serenade" — Jackie Gleason
15. "Qué Rico el Mambo" — Pérez Prado
16. "Cry" — Johnnie Ray & The Four Lads
17. "Sleep Walk" — Santo & Johnny
18. "The Time Is Now" — The Golddiggers
19. "Al Di La" — Jerry Vale & The Latin Casino All Stars
20. "Pretend You Don't See Her" — The Latin Casino All Stars